# Perșotravneve, Șîșakî
Perșotravneve (în ucraineană Першотравневе) este un sat în comuna Velîkîi Pereviz din raionul Șîșakî, regiunea Poltava, Ucraina.

## Demografie
Componența lingvistică a localității Perșotravneve
     Ucraineană (86,27%)
     Rusă (1,96%)
Conform recensământului din 2001, majoritatea populației localității Perșotravneve era vorbitoare de ucraineană (86,27%), existând în minoritate și vorbitori de rusă (1,96%).